# فيرونيكا أوليفييه
فيرونيكا أوليفييه (بالإيطالية: Veronica Olivier)‏ هي عارضة وممثلة إيطالية، ولدت في 1 فبراير 1990 في إيطاليا.

## وصلات خارجية
- فيرونيكا أوليفييه على موقع IMDb (الإنجليزية)
- فيرونيكا أوليفييه على موقع أول موفي (الإنجليزية)
- فيرونيكا أوليفييه على موقع قاعدة بيانات الفيلم (الإنجليزية)
- فيرونيكا أوليفييه على موقع كينوبويسك (الروسية)